# German U17 Open
Die German U17 Open sind im Badminton neben den German U17 International die hochrangigsten offenen internationalen Meisterschaften von Deutschland für Jugendliche der Altersklasse U17. Das Turnier wurde erstmals 2019 ausgetragen. Seit 2018 gibt es bereits die German U17 International.

## Austragungsorte
- seit 2019: Bergisch Gladbach

## Die Sieger
| Saison    | Herreneinzel        | Dameneinzel          | Herrendoppel                                | Damendoppel                        | Mixed                               |
| --------- | ------------------- | -------------------- | ------------------------------------------- | ---------------------------------- | ----------------------------------- |
| 2019      | Alex Lanier         | Aleksandra Chushkina | Alex Lanier Lucas Renoir                    | Alison Drouard Laeticia Jaffrennou | Kian-Yu Oei Thuc Phuong Nguyen      |
| 2020 2021 | nicht ausgetragen   | nicht ausgetragen    | nicht ausgetragen                           | nicht ausgetragen                  | nicht ausgetragen                   |
| 2022      | Philip Kryger Boe   | Michelle Shochan     | Philip Kryger Boe Salomon Adam Thomasen     | Sophia Lemming Cathrine Marie Wind | Jakob Clausen Jessen Sophia Lemming |
| 2023      | Sebastian Pinkowicz | Siofra Flynn         | Mikolaj Morawski Krzysztof Podkowiński      | Gaelle Fux Anic Metzger            | Mikolaj Morawski Hanna Niczyporuk   |
| 2024      | Mats Wohlers        | Lisa Paula Bonnemann | Christopher Kunckel Mikkel Bønlykke Faaborg | Fae Boonen Lieke van Parys         | Christopher Kunckel Kalliope Hermel |
| 2025      | Lubin Le Floch      | Julie Søgaard        | Frederik Blittrup Peter Simoni Faurholt     | Melia Beule Simone Aoki Pihl       | Axel Boesen Simone Aoki Pihl        |